# Pylajmenes I
Pylajmenes I (gr. Πυλαιμένης, Pylaiménēs) (II wiek p.n.e.) – król Paflagonii ok. 131 p.n.e.
Około r. 131 p.n.e., w czasie wojny między Aristonikiem, pretendentem do tronu Pergamonu a Rzymianami, król Pontu Mitrydates V Euergetes (ok. 150-120 p.n.e.) otrzymał Paflagonię w spadku. Doszło do tego w wyniku adopcji i wygaśnięcia dynastii królewskiej, jak napisał o tym Marek Junianus Justynus, historyk rzymski. Paflagonia, zapewne po śmierci Pylajmenesa I, została przyłączona do królestwa Mitrydatesa V. Za panowania następnego króla, Mitrydatesa VI Eupatora, prawdopodobnie przeszła pod panowanie rzymskie, bowiem ten zdobył ją zbrojnie oraz podzielił się krainą ze swym sojusznikiem Nikomedesem III Euergetesem, królem Bitynii przed r. 110 p.n.e.
Senat rzymski wysłał posłów do nich, by przywrócili poprzednie stosunki. Mitrydates odpowiedział dumnie, że zajął królestwo, które odziedziczył po ojcu, zaś Nikomedes stwierdził, że ją zwróci prawowitemu królowi. Skłamał, bowiem zmienił imię swego syna na Pylajmenes, które nosili królowie Paflagonii. Tym sposobem mógł nadal trzymać królestwo w osobie syna Pylajmenesa II Euergetesa.